# カランセ奥尻
カランセ奥尻（カランセおくしり）は、オクシリアイランドフェリーが運航するフェリー。

## 概要
アヴローラおくしりの代船として内海造船瀬戸田工場で建造され、2017年1月27日に同会社同工場で進水、同年4月に竣工の後、北海道へ回航され、同年4月23日に江差港に初入港した。江差港（4月28日）、せたな港・奥尻港（4月29日）で内覧会が行われた後、5月1日より就航した。就航当日は奥尻港で就航記念セレモニーおよびウェルカムイベントが開催された。
奥尻航路としては、アヴローラおくしりの就航以来、18年振りとなる新造船である。船名は、奥尻島の固有種で環境省レッドリストに掲載されているオクシリエビネ（Calanthe）の学名に由来しており、船体の塗装も濃藍の基本色に加えオクシリエビネをイメージした紫色のラインを施している。
2024年10月1日、ハートランドフェリーの持株会社制移行に伴い子会社「オクシリアイランドフェリー」に移管された。

### 航路
奥尻航路
- 江差港 - 奥尻港（奥尻島）

2017年5月1日就航。通常は本船のみで就航するが、ドック期間中は代船が配船される。

休止中の航路
瀬棚港 - 奥尻港（5月-10月のみの季節運航、2019年3月休止中）

## 設計
先に建造され利礼航路に就航しているサイプリア宗谷と総トン数はほぼ同等であるが、全長がやや短く車両搭載数も少ない。アヴローラおくしりに対しては、総トン数が1.6倍となりフィンスタビライザーが新たに装備されることで、就航率・快適性の向上が図られた。奥尻航路初のバリアフリー船となっており、2等優先席に車椅子スペースが設けられ、多目的トイレ、各フロアを結ぶエレベーターを設置するなど、船内はバリアフリー化されている。

## 船内
2016年春の北海道新幹線の開業による国内外からの観光客の増加を見込み、多様なニーズに応えるべく座席区分が見直され、子ども・ペットに対応した新たな設備も追加された。船体前方の展望席は「アイランドビューシート」、2等指定席は「カジュアルシート」、従来の2等客室は「エコノミー」と呼称され、エコノミーにはレディースルーム・ファミリールームの専用区画が設定された。ペットケージを備えたペットルーム、多目的シートを備えたベビールーム、キッズルームが新設された。2019年4月に実施したドック整備では新たに着脱式の自転車ラックを車両甲板に設置、右舷側10台・左舷側12台程度の計22台程度の自転車を収容することが可能となっている。

### 船室
- アイランドビューシート（80名）

フットレスト付リクライニングシート
- カジュアルシート（98名）

2等指定席、テーブル付リクライニングシート
- エコノミー（254名）

2等客室、レディースルーム・ファミリールームの専用区画を設定
- 2等優先席（20名）

車椅子スペース（6台）を設置、リクライニングシート
- プレミアムオーシャン（4名）

個室（洋室）、リクライニングシート
- プレミアムブルー（4名）

個室（和室）

### 設備
- ペットルーム
- キッズルーム
- ベビールーム
- メイク＆更衣室 - レディースルームに隣接して設置